# Borea (destroyer, 1902)
Pour les articles homonymes, voir Borea (destroyer).
Le Borea était un navire de la classe Nembo de six destroyers construits pour la Regia Marina (Marine royale italienne) au cours de la première décennie du XXe siècle.

## Histoire
Après seulement quelques années de service, en 1910, le navire, comme tous ses navires-jumeaux (sister ship), subit des modifications radicales : les chaudières, initialement alimentées au charbon, sont alimentées au fioul, tandis que l'armement voit le remplacement des canons de 57 mm par quatre pièces de 76/40, et des quatre tubes lance-torpilles de 456 mm par quatre tubes de 450 mm,. La silhouette du navire est également profondément modifiée : aux deux cheminées courtes et trapues existantes, on substitue trois cheminées plus petites et plus élancées.
Encadré dans la IVe escadre de destroyers (Turbine, Nembo, Aquilone), le navire participe à la guerre italo-turque, étant envoyé dans la mer Égée le 12 juillet 1912.
Le 14 juillet, à 4 heures du matin, il appareille de Astypalée, en même temps que son navire-jumeau Nembo et le croiseur blindé Vettor Pisani, pour apporter son soutien à la formation de torpilleurs (Spica, Climene, Perseo, Astore et Centauro) destinée à forcer le détroit des Dardanelles, qui a lieu - retardé par le mauvais temps - quatre jours plus tard, le 18 juillet.
En 1914-1917, après de nouvelles modifications, le matériel nécessaire à la pose de mines est installé sur le navire.
Lors de l'entrée du royaume d'Italie dans la Première Guerre mondiale, le Borea faisait partie de la Ve escadre de destroyers, basée à Tarente, qu'il formait avec ses navires-jumeaux Turbine, Nembo, Espero et Aquilone. Le navire était commandé par le capitaine de corvette Pontremoli.
Dans la nuit du 23 au 24 mai 1915, le jour même de la déclaration de guerre, il remorque le sous-marin Nereide au large de Cattaro, qui se tient alors à l'affût.
Dans l'après-midi du 6 décembre 1915, le navire, commandé par le capitaine de corvette Arese, quitte Tarente avec les croiseurs éclaireurs Quarto et Pepe, le croiseur auxiliaire Città di Catania, les poseurs de mines Minerva et Partenope et les destroyers Abba, Nievo et Nullo pour escorter un convoi (transports de troupes Dante Alighieri, America, Indiana, Cordova et transport militaire Bengasi) vers Vlora, transportant 400 officiers, 6300 sous-officiers et soldats et 1200 chevaux : le convoi a atteint sa destination à 8 heures du matin le 7 décembre.
En octobre 1916, le Borea, avec les destroyers Ascaro, Nembo et Garibaldino et quatre torpilleurs, fournit protection et soutien aux unités - le croiseur blindé Francesco Ferruccio et les vapeurs Choising, Polcevera, Ausonia et Bulgaria - destinées au débarquement et à l'occupation de Sarandë (Santi Quaranta), en Albanie. Le 2 octobre, à 5h15, quatre pelotons de marins, une section de mineurs et une section de plage du Ferruccio débarquent et occupent rapidement les lieux, les 32 membres de la garnison grecque ne pouvant que battre en retraite après avoir protesté. Après avoir débarqué un bataillon d'infanterie et un escadron de cavalerie, le 2 octobre à 16 heures, les vapeurs font route vers Vlora où ils embarquent d'autres troupes; le 3 octobre, le Polcevera et le Ausonia débarquent une batterie d'artillerie et un deuxième escadron de cavalerie, et le 4, l'opération est complétée par le débarquement, depuis le Choising et la Bulgaria, d'un autre bataillon d'infanterie et d'un troisième escadron de cavalerie.
La perte du Borea faisait partie d'une action secondaire dans la bataille du canal d'Otrante. A dix heures du matin du 14 mai 1917, en effet, le destroyer appareille de Gallipoli pour escorter vers Vlora un convoi formé par les vapeurs Bersagliere, Carroccio et Verità. Vers 3h30 le lendemain, peu après un virage de 310° pour mettre le cap sur Vlora, deux destroyers inconnus ont été aperçus depuis le bord de l'unité: il s'agissait des Austro-Hongrois SMS Csepel et SMS Balaton, envoyés pour attaquer les convois italiens comme action de diversion d'une attaque contre le barrage du canal d'Otrante par les éclaireurs Saida, Helgoland et Novara. Les deux navires ennemis avaient déjà repéré le convoi italien à 3h06 du matin - heure autrichienne, différente de l'heure italienne - et se dirigeaient vers son attaque. Après avoir réduit la distance à environ 1 000 mètres, le Borea, toujours incertain de l'identité des deux navires, fait les signaux de reconnaissance, mais en réponse le Csepel commence à tirer: le navire italien, à ce moment-là, manœuvre pour attaquer l'unité autrichienne avec sa torpille. Cependant, le tir bien ciblé de l'adversaire a d'abord fait éclater un tuyau de vapeur, immobilisant le Borea, puis a touché le destroyer italien avec deux obus à la ligne de flottaison. Le Borea a commencé à faire des embardées. Pendant ce temps, le Balaton attaque les navires marchands du convoi : le Carroccio et le Verità sont incendiés et abandonnés par les équipages (le premier coule plus tard, tandis que le second a pu rentrer au port), tandis que le Bersagliere, légèrement endommagé, parvient à s'échapper. Le Borea a ensuite été frappé à nouveau, à la proue. À 3h45 du matin, lorsque la bataille est terminée, les deux unités autrichiennes s'éloignent, tandis que le destroyer italien, alors à l'agonie, doit être abandonné par son équipage : irrémédiablement endommagé, le Borea coule à 5h20 du matin le 15 mai.
Les pertes parmi l'équipage du navire s'élèvent à 11 morts et 12 blessés.

## Source
- (it) Cet article est partiellement ou en totalité issu de l’article de Wikipédia en italien intitulé « Borea (cacciatorpediniere 1903) » (voir la liste des auteurs).